# Hinko Dolenec
Hinko Dolenec, slovenski pisatelj, publicist in politik, * 1. maj 1838, Razdrto, † 10. december 1908, Razdrto.
Dolenec je leta 1864 na Dunaju končal študij prava. Po študiju je kot sodni pripravnik in sodnik služboval v Ljubljani, Škofji Loki in Ložu. Pripovedno nadarjenost je izpričal z liričnimi upodobitvami narave in psihološko poglobljenih človeških portretih. Ukvarjal se je tudi s politiko, bil je deželni poslanec, in politično publicistiko. Strokovne in članke s politično tematiko je pisal za časopisa Slovenski narod in Edinost.